# وقف (قرآن)
وقف در لغت به معنای ایستادن و ساکن کردن است. در قرائت قرآن به معنای قطع موقت صدا در پایان کلمه، به منظور حفظ معنا یا تجدید نفس است. کلماتی که حرف آخر آن‌ها دارای یکی از حرکات کسره، فتحه، ضمه یا تنوین کسره، تنوین فتحه و تنوین ضمه باشد در هنگام وقف، آن حرکت به سکون تبدیل می‌شود.

## انواع وقف
دو نوع وقف در حین قرائت وجود دارد:
- وقف اضطراری: این وقف زمانی است که قاری به دلیل اتمام نفس، عطسه، سرفه، فراموشی آیه و... مجبور به وقف می‌شود و چاره‌ای جز وقف ندارد.
- وقف اختیاری: وقتی که قاری به تشخیص خود و به صورت ارادی کلمه‌ای را برای وقف انتخاب می‌کند. چهار نوع وقف اختیاری وجود دارد:
- وقف تام: اگر بین دو عبارت هیچ نوع رابطه لفظی و معنایی وجود نداشته باشد.
- وقف کافی: زمانی که هر یک از دو عبارت برای خود جمله مفیدی هستند و در لفظ نیاز به یکدیگر ندارند ولی در معنا نیازمند هم می‌باشند.
- وقف حَسَن: وقتی که عبارت اول کامل و مستقل است و عبارت دوم ناقص و برای کامل شدن خودش نیاز به عبارت اول دارد.
- وقف قبیح: زمانی که دو عبارت در لفظ و معنا به هم تعلق دارند و هیچ‌کدام از آن‌ها به تنهایی جمله مفیدی نیستند وقف صحیح نمی‌باشد.[۲]